# Mercedes-Benz X 164
Die Mercedes-Benz GL-Klasse ist eine Geländelimousine, die US-amerikanische Bezeichnung für solche Autos lautet full-size SUV. Das Modell wurde im Januar 2006 auf der North American International Auto Show (NAIAS) in Detroit der Öffentlichkeit vorgestellt und ab Oktober 2006 ausgeliefert. Die GL-Klasse (interne Bezeichnung X 164) ist technisch eng verwandt mit der M-Klasse (W 164). Das Fahrzeug wurde wie die R-Klasse (Baureihe 251) von Mercedes-Benz U.S. International in Vance bei Tuscaloosa (Alabama/USA) produziert. Der GL wurde auf Wunsch mit einer dritten Sitzreihe und Sitzplätzen für sieben Personen ausgestattet. Im November 2012 kam die zweite Generation der GL-Klasse auf den Markt.

## Modellpflege
Auf der New York International Auto Show 2009 wurden technisch und optisch überarbeitete Modelle vorgestellt und seit Juni 2009 verkauft. Dabei wurde der 320 CDI zu einem BlueEFFICIENCY-Modell und wurde, wie alle anderen 320er auch, zu 350ern umbenannt. Der 420 CDI wurde zum 450 CDI. Außerdem kommt seit dem Facelift auch in Deutschland der GL 350 BlueTEC, der die EU6-Abgasnorm erfüllt, zum Einsatz. Das BlueTEC-Modell war zuvor schon in den USA erfolgreich getestet worden. Außerdem kann der GL nun mit Assistenzsystemen aus der S- und E-Klasse, unter anderem dem Intelligent Light System und aktiven Kopfstützen, ausgestattet werden. An der Erscheinung wurde ein neuer Stoßfänger, ein neu gestalteter Chrom-Unterschutz im Front- und Heckbereich, ein neuer Kühlergrill und die mittels Chromspange miteinander verbundenen Nebel- und Tagfahrleuchten angebracht. Außerdem gibt es seitdem Felgen in Dimensionen zwischen 18 und 21 Zoll und überarbeitete Chrom-Auspuffrohre. Die Anhängerkupplung wurde beim Facelift unsichtbar hinter der Heckschürze platziert und kann bei Bedarf ausgeklappt werden. Auch die Heckleuchten erhielten ein neues Design. Innen hat Mercedes das Kombiinstrument verändert und das Multifunktionslenkrad ist serienmäßig vorhanden. Darüber hinaus sind alle GL-Modell seitdem serienmäßig mit Leder(-Artico)-Sitzen mit Kontrastnähten ausgestattet. Das Topmodell, der GL 500, hat serienmäßig Nappaleder-Sitzbezüge.

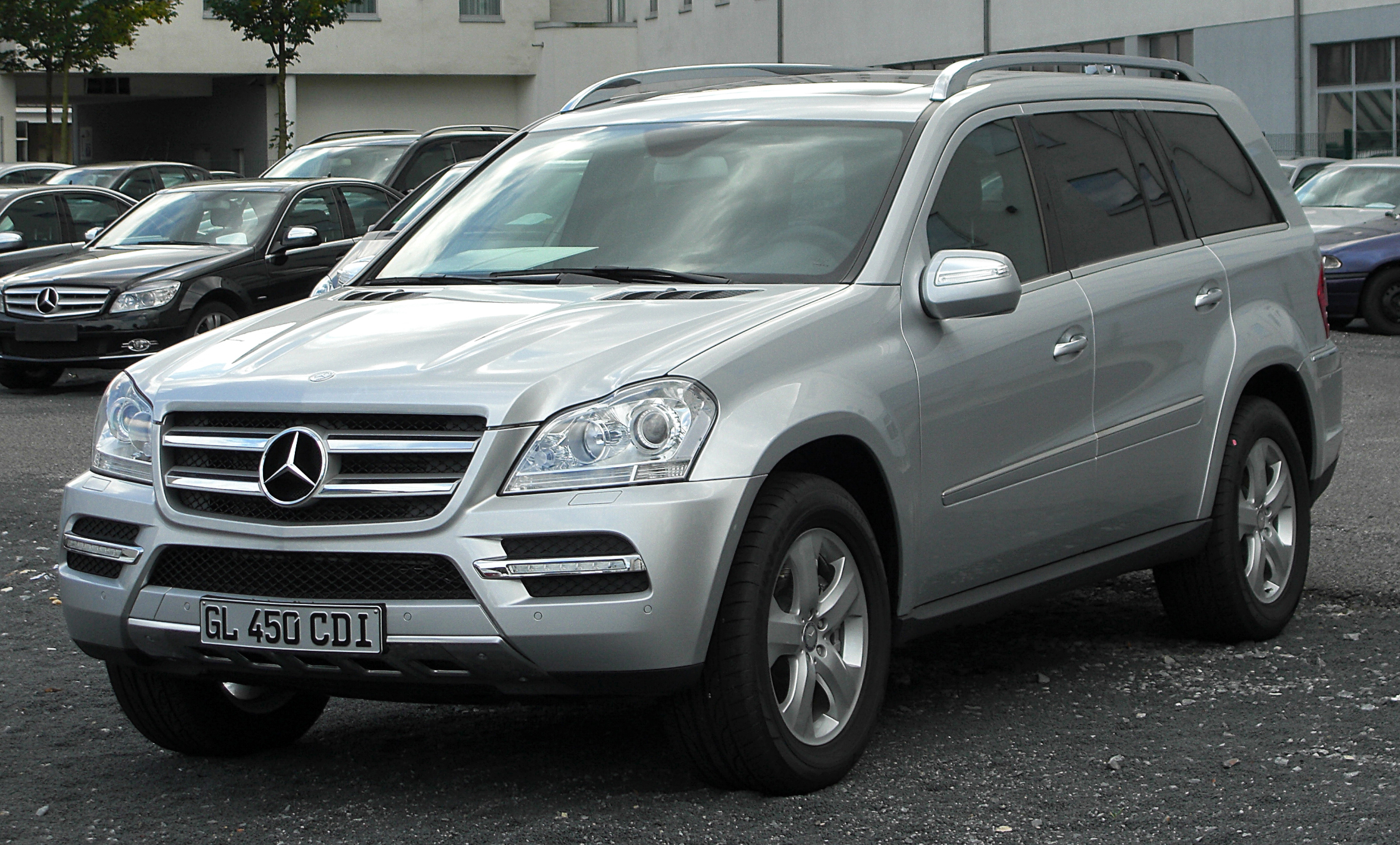
GL 450 CDI 4MATIC (2009–2012)
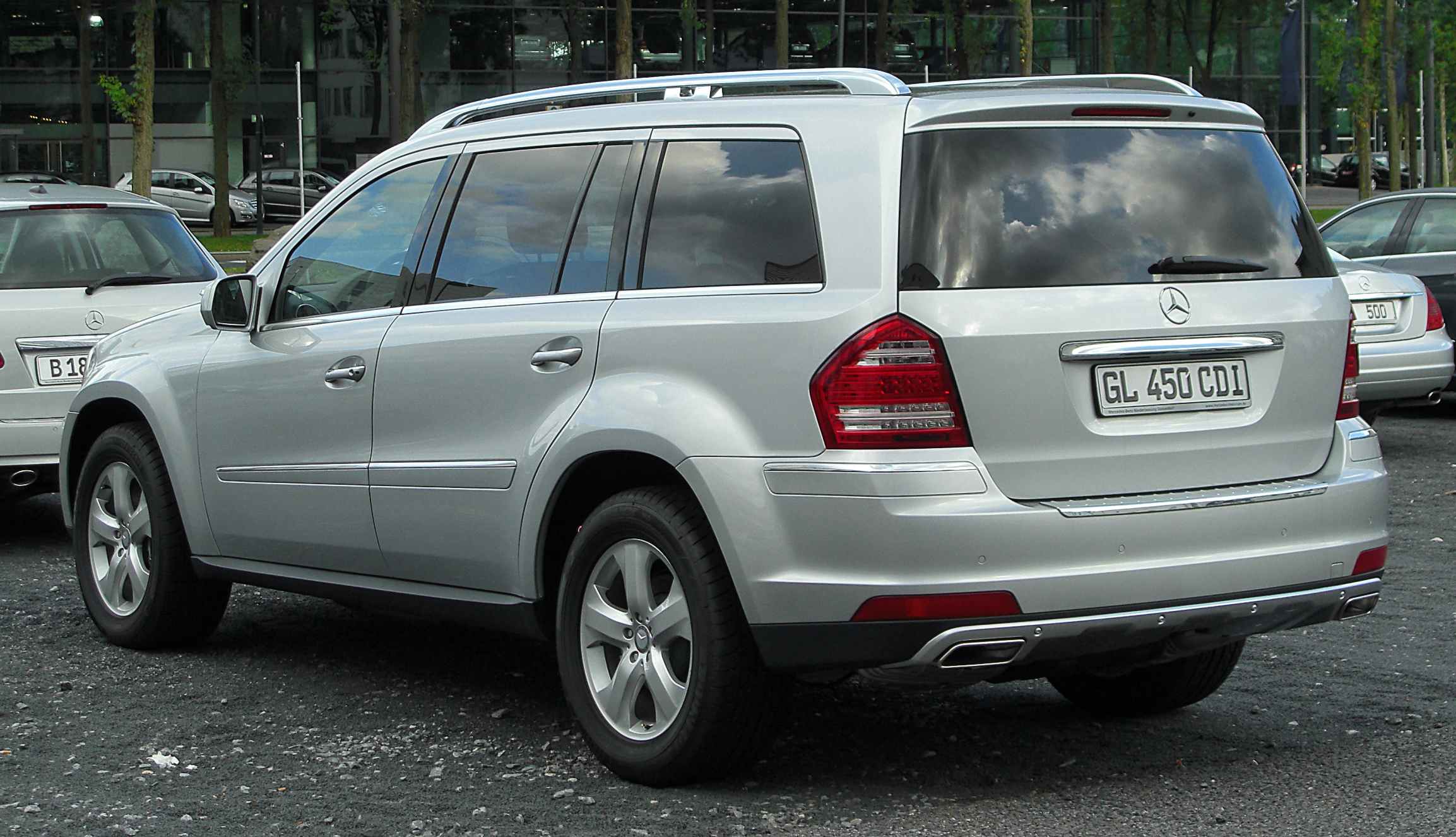
Heckansicht

## SondermodellGrand Edition
Ab Sommer 2011 bot Mercedes-Benz zum Ende der Produktionszeit des X 164 das Sondermodell Grand Edition an. Es ist an der Front durch abgedunkelte Scheinwerfer, einen geänderten Stoßfänger mit einem durchgängigen Lufteinlass, LED-Tagfahrlicht sowie einen vergrößerten Kühlergrill, wie beim GL 550 mit drei schwarz lackierten Lamellen und einem vergrößerten Mercedes-Benz-Logo gekennzeichnet. Seitlich sind Aluminium-Trittbretter charakteristisch für dieses Sondermodell. Das Heck hat geteilte Auspuff-Verblendungen.
Darüber hinaus unterscheidet sich dieses Modell auch im Innenraum von den übrigen Modellen: Wahlweise gibt es u. a. einen in zweifarbigem Leder gehaltenen Innenraum und eine Sport-Pedalanlage. Die Grand Edition hat serienmäßig ein Untersetzungsgetriebe und eine höhenverstellbare Luftfederung.

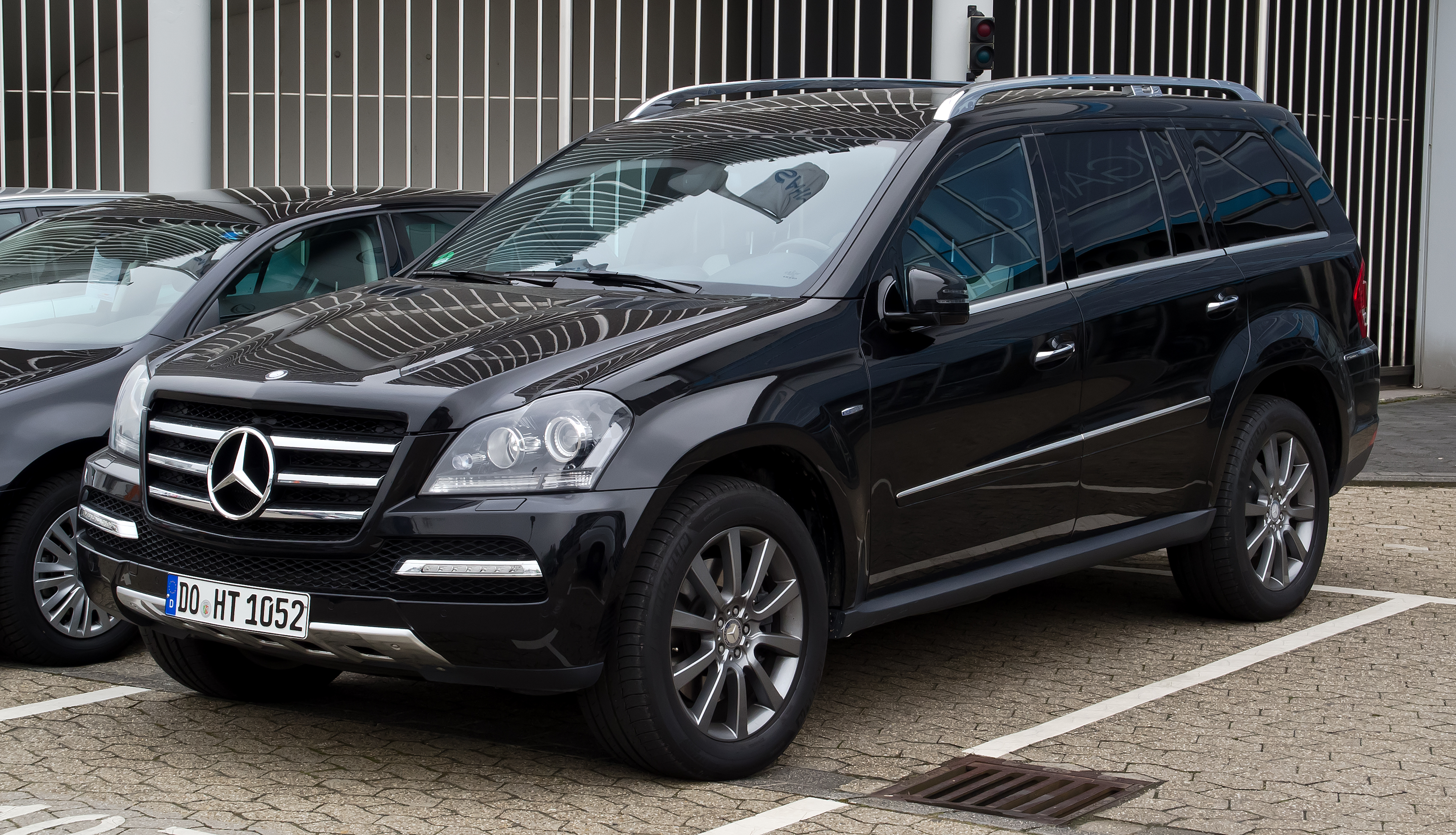
GL 350 CDI 4MATIC BlueEFFICIENCY Grand Edition (2011–2012)
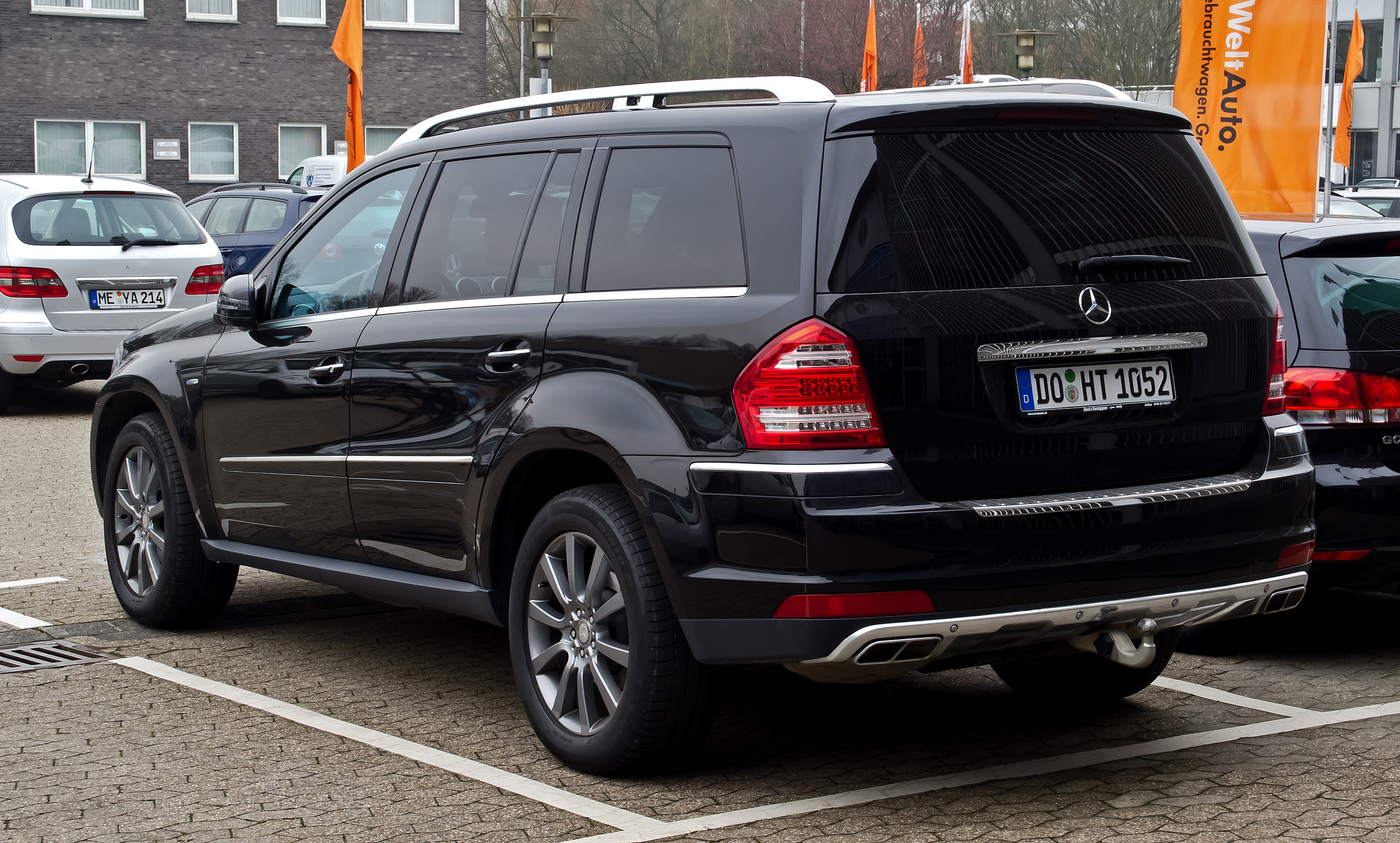
Heckansicht

## Motoren
Die Motoren für die GL-Klasse sind bis auf den kleineren V8-Benziner aus dem Mercedes-Benz-Modellprogramm bekannt. Es werden nur hubraumstarke Motoren für den Hauptabsatzmarkt Nordamerika angeboten. Alle Wagen tragen den Namenszusatz 4MATIC, obwohl Allradantrieb in dieser Klasse zur Serienausstattung gehört.
| Kenngrößen                                  | GL 320 CDI 4MATIC              | GL 350 CDI 4MATIC BlueEFFICIENCY | GL 350 CDI 4MATIC BlueEFFICIENCY | GL 350 BlueTEC 4MATIC          | GL 420 CDI 4MATIC              | GL 450 CDI 4MATIC              | GL 450 4MATIC                | GL 500 4MATIC *              |
| Bauzeitraum                                 | 2006–2009                      | 2009–2010                        | 2010–2012                        | 2009–2012                      | 2006–2009                      | 2009–2010                      | 2006–2012                    | 2006–2012                    |
| Motorbezeichnung **                         | OM 642 DE 30 LA                | OM 642 DE 30 LA                  | OM 642 LS DE 30 LA               | OM 642 DE 30 LA                | OM 629 DE 40 LA                | OM 629 DE 40 LA                | M 273 KE 46                  | M 273 KE 55                  |
| Motortyp                                    | V6-Dieselmotor                 | V6-Dieselmotor                   | V6-Dieselmotor                   | V6-Dieselmotor                 | V8-Dieselmotor                 | V8-Dieselmotor                 | V8-Ottomotor                 | V8-Ottomotor                 |
| Gemischaufbereitung                         | Common-Rail-Direkteinspritzung | Common-Rail-Direkteinspritzung   | Common-Rail-Direkteinspritzung   | Common-Rail-Direkteinspritzung | Common-Rail-Direkteinspritzung | Common-Rail-Direkteinspritzung | Saugrohreinspritzung         | Saugrohreinspritzung         |
| Motoraufladung                              | Turbolader                     | Turbolader                       | Turbolader                       | Turbolader                     | Biturbo                        | Biturbo                        | —                            | —                            |
| Hubraum                                     | 2987 cm³                       | 2987 cm³                         | 2987 cm³                         | 2987 cm³                       | 3996 cm³                       | 3996 cm³                       | 4663 cm³                     | 5461 cm³                     |
| max. Leistung                               | 165 kW (224 PS) bei 3800/min   | 165 kW (224 PS) bei 3800/min     | 195 kW (265 PS) bei 3800/min     | 155 kW (211 PS) bei 3400/min   | 225 kW (306 PS) bei 3600/min   | 225 kW (306 PS) bei 3600/min   | 250 kW (340 PS) bei 6000/min | 285 kW (388 PS) bei 6000/min |
| max. Drehmoment                             | 510 Nm bei 1600–2800/min       | 510 Nm bei 1600–2800/min         | 620 Nm bei 1600–2400/min         | 540 Nm bei 1600–2400/min       | 700 Nm bei 2200–2600/min       | 700 Nm bei 2200–2600/min       | 460 Nm bei 2700–5000/min     | 530 Nm bei 2800–4800/min     |
| Getriebe                                    | 7G-Tronic                      | 7G-Tronic                        | 7G-Tronic                        | 7G-Tronic                      | 7G-Tronic                      | 7G-Tronic                      | 7G-Tronic                    | 7G-Tronic                    |
| Beschleunigung, 0–100 km/h                  | 9,5 s                          | 9,5 s                            | 7,9 s                            | 9,6 s                          | 7,6 s                          | 7,6 s                          | 7,2 s                        | 6,5 s                        |
| Höchstgeschwindigkeit                       | 210 km/h                       | 210 km/h                         | 225 km/h                         | 210 km/h                       | 230 km/h                       | 230 km/h                       | 235 km/h                     | 240 km/h                     |
| Kraftstoffverbrauch auf 100 km (kombiniert) | 9,9 l Diesel                   | 9,3 l Diesel                     | 8,9 l Diesel                     | 9,0 l Diesel                   | 11,7 l Diesel                  | 11,6 l Diesel                  | 13,4 l Super                 | 13,6 l Super                 |
| Tankinhalt / davon Reserve                  | 100/13                         | 100/13                           | 100/13                           | 100/13                         | 100/13                         | 100/13                         | 100/13                       | 100/13                       |

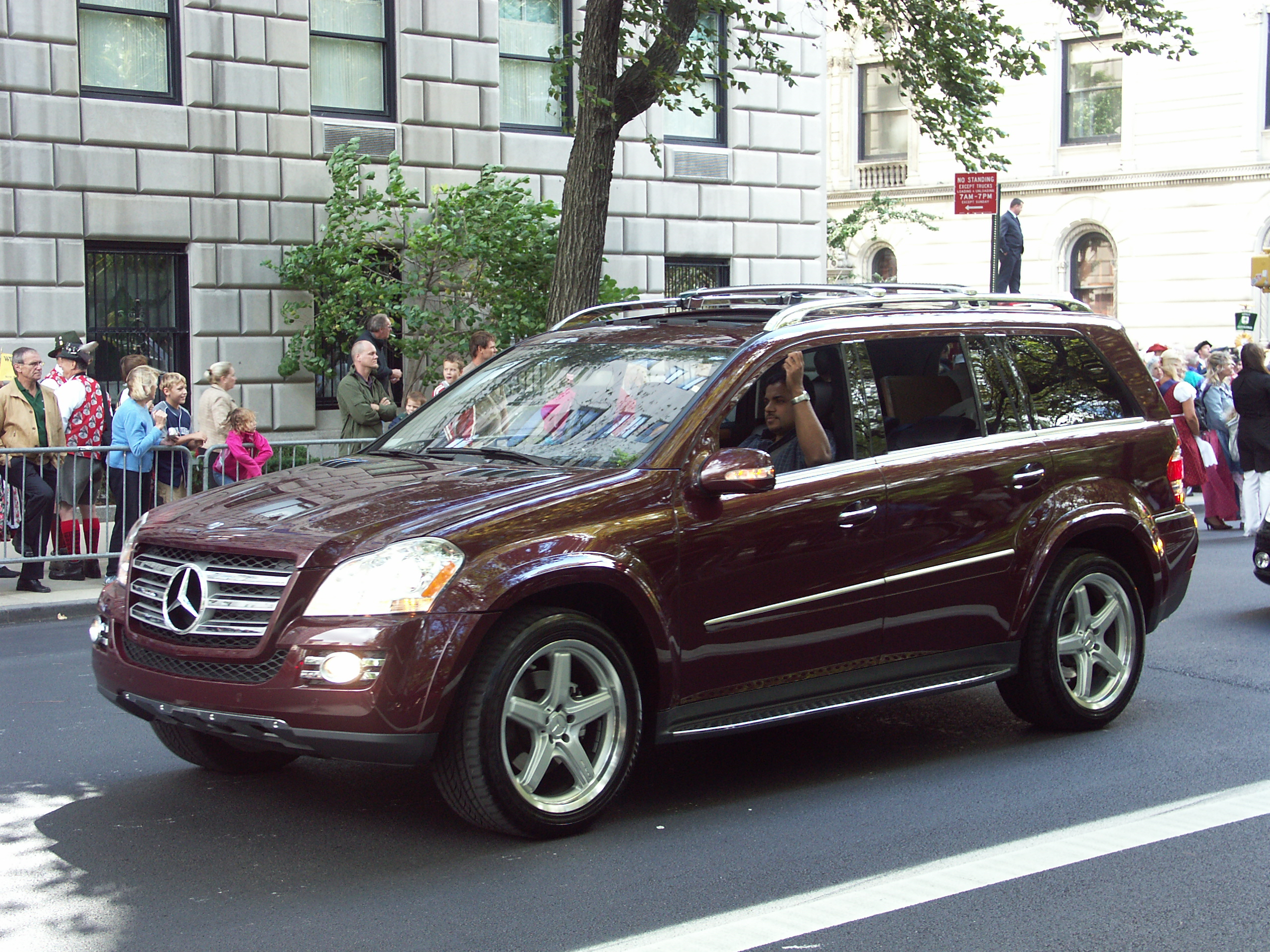
GL 550 mit größerem Grill
(2006–2009)

* Auf dem Nordamerikanischen Markt wird der 5,5 Liter große V8-Motor, wie in anderen Modellen auch, abweichend als GL 550 angeboten. Als Topmodell trägt er dort eine andere Frontmaske als die kleineren Motoren.
** Die Motorbezeichnung ist wie folgt verschlüsselt:
M = Motor (Otto), OM= Ölmotor (Diesel), Baureihe = 3-stellig, DE = Direkteinspritzung, KE = Kanaleinspritzung, Hubraum = Deziliter (gerundet), L = Ladeluftkühlung, A = Abgasturbolader

## Absatz
Weltweit wurden von 2006 bis April 2011 160.000 Fahrzeuge verkauft.